# Cuaracurio
Cuaracurio es una localidad del estado mexicano de Michoacán. Es parte del municipio de Cuitzeo.

## Toponimia
El nombre «Cuaracurio» proviene del purépecha. Su significado es «lugar de ardillas».

## Demografía
| Gráfica de evolución demográfica |
|                                  |

| Censo | Población |
| ----- | --------- |
| 1900  | 430       |
| 1910  | 492       |
| 1921  | 368       |
| 1930  | 492       |
| 1940  | 621       |
| 1950  | 777       |
| 1960  | 1 037     |
| 1970  | 1 289     |
| 1980  | 1 123     |
| 1990  | 1 777     |
| 2000  | 1 670     |
| 2010  | 1 605     |
| 2020  | 1 638     |